# Abarema lehmannii
Abarema lehmannii là một loài rau đậu thuộc họ Fabaceae. Loài này chỉ có ở Antioquia, Colombia.